# Cecilia Calvi
Cecilia Calvi (* 1950 in Rom) ist eine italienische Filmregisseurin und Drehbuchautorin.

## Leben
Calvet begann als Kabarettistin und schrieb dann sozialkritische und komödiantische Theaterstücke bis in die 1990er Jahre. 1993 begann sie mit Arbeiten für das Kino, zunächst mit Kurzfilmen, dann mit Drehbüchern und – nach einem früheren Beitrag zu einem Episodenfilm – 1997 auch mit abendfüllenden Spielfilmen. Mit Anbruch des neuen Jahrtausends verlegte sie sich auf Drehbücher für Fernsehserien und -filme; darunter große Erfolge wie Carabinieri, für die sie zwischen  2004 und 2007 dreizehn Bücher verfasste.

## Filmografie (Auswahl)
- 1993: 80qm (Ottantametriquadri) (eine Episode)
- 1997: La classe non è acqua
- 1999: Mi sei entrata nel cuore come un colpo di coltello
- 2010: La ladra (Fernsehserie, Drehbuch)
- 2017: Hochzeit in Rom (Nozze romane; Fernsehfilm, Drehbuch)